# Nomada inermis
Nomada inermis är en biart som beskrevs av Pérez 1895. Nomada inermis ingår i släktet gökbin, och familjen långtungebin. Inga underarter finns listade i Catalogue of Life.